# Niemijärvi (sjö i Villmanstrand, Södra Karelen)
Niemijärvi är en sjö i kommunen Villmanstrand i landskapet Södra Karelen i Finland. Arean är 46 hektar och strandlinjen är 6,07 kilometer lång. Sjön  ingår i Hounijokis huvudavrinningsområde.   Den ligger omkring 19 km söder om Villmanstrand och omkring 200 km öster om Helsingfors. 